# 山田順子 (翻訳家)
山田 順子（やまだ じゅんこ、1948年12月12日 - ）は、日本の英米文学翻訳家。

## 人物・来歴
福岡県福岡市生まれ、福岡中央高校、立教大学社会学部卒業。1975年、ハンナ・セネシュの『ハンナの日記』（平安書店刊）にてデビュー。翻訳は、児童書からSF、ミステリーまで幅広い分野にわたっている。日本推理作家協会会員。
浅倉久志が中心となって、翻訳家の交流会「エイト・ダイナーズ」が、小尾芙佐、深町眞理子、大村美根子、山田順子、佐藤高子、鎌田三平、白石朗というメンバーで行われていた。

## 翻訳
- 『ハンナの日記』ハンナ・セネシュ 平安書房 1975年
- 『夢の10セント銀貨』（The Woodrow Wilson Dime、ジャック・フィニイ、ハヤカワ文庫FT） 1979年
- 『ドラゴンになった青年』（The Dragon and The George、ゴードン・R・ディクスン、ハヤカワ文庫FT） 1979年：英国幻想文学大賞受賞
- 『自転車で月へ行った男』（The man who rode his 10-speed bicycle to the moon、バーナード・フィッシュマン、ハヤカワ文庫FT） 1980年
- 『シャレード』（Charade、ピーター・ストーン（英語版）、ハヤカワ文庫） 1980年
- 『ウルフェン』（Wolfen、ホイットリー・ストリーバー、早川書房、Hayakawa novels） 1981年、のちハヤカワ文庫 1987年
- 『ランドルフ師と堕ちる天使』（Reverend Randollph and the Fall from Grace Inc.、チャールズ・メリル・スミス、角川文庫） 1982年
- 『ダーク・クリスタル』（The Dark Crystal、A・C・H・スミス（英語版）、角川文庫） 1983年
- 『レッド・プラネット』（Red Planet、ロバート・A・ハインライン、創元推理文庫） 1985年
- 『バック・トゥ・ザ・フューチャー』（Back to the future、ジョージ・ガイプ、新潮文庫） 1985年
- 『恐怖の四季』「スタンド・バイ・ミー - 秋の目覚め」（Different Seasons : The Body、スティーヴン・キング、新潮社） 1987年
- 『バック・トゥ・ザ・フューチャー2』（Back to the future 2、クレイグ・S. ガードナー（英語版）、新潮社） 1989年
- 『バック・トゥ・ザ・フューチャー3』（Back to the future 3、クレイグ・S・ガードナー、新潮社） 1990年
- 『宇宙船ガリレオ号』（Rocket Ship Galileo、ロバート・A・ハインライン、創元SF文庫） 1992年　 ISBN 4488618111
- 『殺す』（Running Wild、J・G・バラード、東京創元社、海外文学セレクション）1998年、のち文庫
- 『七百年の薔薇』上・下（The Living One、ルイス・ガネット（英語版）、ハヤカワ文庫NV） 1999年
- 『ぼくも変身できるかもしれない』（The Book of Changes、ティム・ウィン＝ジョーンズ（英語版）、岩波書店） 1999年
- 『火星を見たことありますか』（Some of the Kinder Planets、ティム・ウィン・ジョーンズ、岩波書店） 1999年
- 『デスペレーション』 上・下（Desperation、スティーヴン・キング、新潮社、新潮文庫） 2000年
- 『レギュレイターズ』 上・下（The Regulators、リチャード・バックマン）、新潮社、新潮文庫） 2000年
- 『ページをめくれば』（Turn the Page and Other Stories、ゼナ・ヘンダースン、安野玲共訳、河出書房新社） 2006年
- 『インディ・ジョーンズ/魔宮の伝説』（Indiana Jones and the Temple of Doom、ジェイムズ・カーン、ハヤカワ文庫SF） 2008年
- 『ゾラン・ジフコヴィッチの不思議な物語』（Zoran Zivkovic's Impossible Storie、ゾラン・ジフコヴィッチ、黒田藩プレス） 2010年
- 『ハヤブサが守る家』（Miss Peregrine's Home for Peculiar Children、ランサム・リグズ、東京創元社） 2013年
- 『宰相の二番目の娘』（The Vizier's Second Daughter、ロバート・F・ヤング、創元SF文庫） 2014年
- 『チェシャーチーズ亭のネコ』（The Cheshire Cheese Cat、カーメン・アグラ・ディーディ、ランダル・ライト、東京創元社） 2014年
- 『火打箱』（Tinder、サリー・ガードナー文、デイヴィッド・ロバーツ絵、東京創元社） 2015年
- 『12人の蒐集家 / ティーショップ』（Twelve Collections and the Teashop、ゾラン・ジヴコヴィッチ、東京創元社、海外文学セレクション） 2015年
- 『中継ステーション』【新訳版】（Way Station、クリフォード・D・シマック、ハヤカワ文庫SF） 2015年
- 『夜の庭師』（The Night Gardener、ジョナサン・オージエ、創元推理文庫) 2016年
- 『彼女たちはみな、若くして死んだ』（They All Died Young、チャールズ・ボズウェル、創元推理文庫） 2017年
- 『鐘は歌う』（The Chimes、アンナ・スメイル、東京創元社） 2018年
- 『赤い館の秘密』【新訳版】（The Red House Mystery、A・A・ミルン、創元推理文庫） 2019年
- 『図書室の怪 四編の奇怪な物語』（The Librarian & Other strange stories、マイケル・ドズワース・クック、創元推理文庫） 2020年
- 『ハーリー・クィンの事件簿』（The mysterious Mr Quin、アガサ・クリスティ、創元推理文庫） 2020年

### 「魔法の国ザンス」シリーズ
（ピアズ・アンソニイ、早川書房、ハヤカワ文庫FT）
1. 『カメレオンの呪文』（A Spell for Chameleon） 1981年：英国幻想文学大賞受賞
2. 『魔王の聖域』（The Source of Magic） 1982年
3. 『ルーグナ城の秘密』（Castle Roogna） 1984年
4. 『魔法の通廊』（Centaur Aisle） 1985年
5. 『人喰い鬼の探索』（Ogre,Ogre） 1986年
6. 『夢馬の使命』（Night Mare） 1987年
7. 『王女とドラゴン』（Dragon on a Pedestal） 1989年
8. 『幽霊の勇士』（(Crewel Lye -A Caustic Yarn-） 1992年
9. 『ゴーレムの挑戦』（Golem in the Gears） 1994年
10. 『悪魔の挑発』（Vale of the Vole） 1995年
11. 『王子と二人の婚約者』（Heaven Cent） 1996年
12. 『マーフィの呪い』（Man from Mundania） 1999年
13. 『セントールの選択』（Isle of View） 2000年
14. 『魔法使いの困惑』（Question Quest） 2002年
15. 『ゴブリン娘と魔法の杖』（The Color of Her Panties） 2003年
16. 『ナーダ王女の憂鬱』（Demons Don't Dream） 2005年
17. 『名誉王トレントの決断』（Harpy Thyme） 2006年
18. 『ガーゴイルの誓い』（Geis of the Gargoyle） 2008年
19. 『女悪魔の任務』（Roc and a Hard Place） 2009年
20. 『魔王とひとしずくの涙』（Yon Ill Wind） 2009年
21. 『アイダ王女の小さな月』（Faun & Games） 2010年

### 「サリー・ロックハートの冒険」シリーズ
（フィリップ・プルマン、東京創元社、創元ブックランド）
1. 『マハラジャのルビー』（The Ruby in the Smoke） 2007年、のち創元推理文庫
2. 『仮面の大富豪』（The Shadow in the North） 2008年
3. 『井戸の中の虎』（The Tiger in the Well） 2010年
4. 外伝『ブリキの王女』（The Tin Princess） 2011年

### 「コーンウォール・ミステリ」シリーズ
（ジェイニー・ボライソー、東京創元社、創元推理文庫) 
- 『容疑者たちの事情』（Snapped in Cornwall) 2004年
- 『クリスマスに死体がふたつ』（Buried in Cornwall） 2006年
- 『ムーアに住む姉妹』(Plotted in Cornwall） 2009年
- 『雨の浜辺で見たものは』（Killed in Cornwall） 2012年

### デイヴィッド・アーモンド
（デイヴィッド・アーモンド、東京創元社）
- 『肩胛骨は翼のなごり』（Skellig） 2000年、のち創元推理文庫
- 『秘密の心臓』（Secret Heart） 2004年
- 『ミナの物語』（My Name is Mina） 2012年
- 『ポケットのなかの天使』（The Tales of Angelino Brown） 2018年

### マーガレット・マーヒー
- 『クリスマスの魔術師』（The Tricksters、マーガレット・マーヒー、岩波書店、世界の青春ノベルズ） 1996年
- 『錬金術』（Alchemy、マーガレット・マーヒー、岩波書店） 2005年
- 『マディガンのファンタジア 上（未来からのねがい）』（Maddigan`s Fantasia、マーガレット・マーヒー、岩波書店） 2008年
- 『マディガンのファンタジア 下（未来への綱わたり）』（Maddigan`s Fantasia、マーガレット・マーヒー、岩波書店） 2008年
- 『不完全な魔法使い』（Heriot、マーガレット・マーヒー、東京創元社） 2014年
- 『不思議な尻尾』（Tale of a tail、マーガレット・マーヒー、東京創元社） 2014年